# Heinrich von Knobelsdorff
Heinrich Ludwig Georg von Knobelsdorff (* 18. Dezember 1775 auf Wuthenow, Kreis Soldin; † 11. September 1826 in Berlin) war ein preußischer Generalmajor und Inspekteur der Gardekavallerie.

## Leben

### Herkunft
Seine Eltern waren Friedrich Wilhelm von Knobelsdorff (1744–1813) und dessen Ehefrau Amalie Luise, geborene von Schmiedeberg (1746–1796) aus dem Hause Zeinicke. Der preußische Landrat und Oberstleutnant Wilhelm von Knobelsdorff-Brenkenhoff (1769–1848) war sein Bruder.

### Militärkarriere
Knobelsdorff wurde auf dem elterlichen Hof erzogen und trat 1790 als Gefreitenkorporal in das Dragonerregiment „von Wylich und Lottum“ der Preußischen Armee ein. Dort wurde er am 4. Mai 1792 Fähnrich und nahm während des Ersten Koalitionskrieges an der Kanonade von Valmy, den Gefechten von Stromberg, Kettrichhof sowie den Schlachten bei Pirmasens und Kaiserslautern und den Belagerungen von Verdun und Landau teil. In der Zeit wurde er am 19. Dezember 1793 Sekondeleutnant.
Nach dem Krieg wurde Knobelsdorff am 17. Juli 1798 zum Regiment der Gardes du Corps versetzt und avancierte dort wurde am 8. Juli 1799 zum Premierleutnant und Regimentsadjutanten. Am 2. Februar 1803 wurde er Stabskapitän und im Vorfeld des Vierten Koalitionskrieges am 20. September 1806 Rittmeister und Kompaniechef. Im Krieg kämpfte er in der Schlacht bei Auerstedt. Nach dem Krieg stieg er zum Major auf.
In den Befreiungskriegen kämpfte er in den Schlachten bei Großgörschen, Bautzen, Haynau, Leipzig, Brienne und Arcis-sur-Aube. Am 19. Mai 1813 erhielt Knobelsdorff für Großgörschen das Eiserne Kreuz II. Klasse und für Arcis-sur-Aube den Schwertorden III. Klasse sowie den Orden des Heiligen Wladimir II. Klasse. Am 18. Juni 1813 ernannte man ihn zum Kommandeur der Garde du Corps und in dieser Stellung am 11. August 1813 zum Oberstleutnant. Am 14. Januar 1814 stieg er noch zum Oberst auf. Am 26. Januar 1815 erhielt er das Ritterkreuz des Leopold-Ordens.
Nach dem Krieg wurde Knobelsdorff am 11. April 1815 Kommandeur der 1. Garde-Kavallerie-Brigade. Während der Frühjahrsinspektion 1816 erhielt er am 22. Mai 1816 den Roten Adlerorden III. Klasse. Am 22. Dezember 1816 beauftragte man ihn mit der Wahrnehmung der Geschäfte als Brigadechef des Garde- und Grenadierkorps mit einer Zulage von 1200 Talern. Am 30. März 1817 wurde Knobelsdorff mit Patent vom 9. April 1817 zum Generalmajor befördert. Am 1. Mai 1820 wurde er zum Inspekteur der Gardekavallerie ernannt. Dazu erhielt er am 18. Januar 1821 den Roten Adlerorden II. Klasse mit Eichenlaub. 
Er starb am 11. September 1826 in Berlin an Entkräftung und wurde am 13. September 1826 auf dem Garnisonfriedhof beigesetzt. 1855 wurde er auf den Friedhof von Dyrotz umgebettet, wo er ein Grab neben seiner Tochter erhielt.

### Familie
Knobelsdorff heiratete am 16. November 1802 in Potsdam Friederike von Rauch (1783–1810), eine Tochter des Generalmajors Bonaventura von Rauch und dessen Ehefrau Johanna, geborene Bandel. Friederike von Rauch war die Schwester des preußischen Kriegsministers und Generals der Infanterie Gustav von Rauch sowie der preußischen Generäle Leopold und Friedrich Wilhelm von Rauch. Zu ihren Schwestern zählte Charlotte von Bismarck, geborene von Rauch, die mit dem preußischen Regierungspräsidenten und Ehrenbürger von Magdeburg Levin Friedrich von Bismarck verheiratet war.
Das Ehepaar hatte zwei Töchter:
- Cäcilie (1803–1825) ⚭ 1823 als zweite Ehefrau von August von Hobe (1791–1867), Landrat, Rittmeister a. D. (⚭ I 1815 Johanne August Caroline Christiane von Beyer († 1821), ⚭ III 1832 Marie Luise du Titre († 1873))[1]
- Luise Friederike (1810–1811)

## Einzelnachweis
1. ↑  hobe_gothaisches_taschenbuch. 1922 (archive.org [abgerufen am 23. Februar 2022]).

| Personendaten    | Personendaten                                                |
| ---------------- | ------------------------------------------------------------ |
| NAME             | Knobelsdorff, Heinrich von                                   |
| ALTERNATIVNAMEN  | Knobelsdorff, Heinrich Ludwig Georg von (vollständiger Name) |
| KURZBESCHREIBUNG | preußischer Generalmajor, Inspekteur der Gardekavallerie     |
| GEBURTSDATUM     | 18. Dezember 1775                                            |
| GEBURTSORT       | Wuthenow (Kreis Soldin)                                      |
| STERBEDATUM      | 11. September 1826                                           |
| STERBEORT        | Berlin                                                       |